# Marquesado de Garcillán
El marquesado de Garcillán es un título nobiliario español creado por el rey Alfonso XIII de España en favor de María de la Asunción Maldonado y González de la Riva, esposa de Iván de Aranguren y Alzaga —VIII conde de Monterrón—, mediante real decreto del 14 de mayo de 1905 y despacho expedido el 7 de julio del mismo año, en memoria del título que el rey Felipe III de Sicilia concedió, en el Reino de Sicilia, el 14 de diciembre de 1652, a Fernando de Monroy y Guzmán Zúñiga y Menchaca, XII señor y I marqués de Monroy.

## Denominación
Su nombre hace referencia a la localidad de Garcillán, en la provincia de Segovia.

## Lista de los marqueses de Garcillán
|                                           | Titular                                              | Periodo                                   |
| Título de Sicilia Creación por Felipe III | Título de Sicilia Creación por Felipe III            | Título de Sicilia Creación por Felipe III |
| ----------------------------------------- | ---------------------------------------------------- | ----------------------------------------- |
| I                                         | Fernando de Monroy y Guzmán Zúñiga y Menchaca        | 1652-1656                                 |
| Creación por Alfonso XIII                 |                                                      |                                           |
| I                                         | María de la Asunción Maldonado y González de la Riva | 1905-1919                                 |
| II                                        | Agustín de Aranguren y Maldonado                     | 1919-1923                                 |
| III                                       | María del Rosario de Aranguren y Palacio             | 1925-1980                                 |
| IV                                        | Blanca Fernández-Rivera y Aranguren                  | 1980-actual titular                       |

## Historia de los marqueses de Garcillán
- María de la Asunción Maldonado y González de la Riva (Salamanca, 25 de marzo de 1867-15 de agosto de 1921), I marquesa de Garcillán, dama de la Real Maestranza de Ronda.[2][1]

Casó en primeras nupcias el 29 de agosto de 1888, en Salamanca, con Iván de Aranguren y Alzaga (1855-1893), VIII conde de Monterrón.
Casó en segundas nupcias el 18 de diciembre de 1901 con Ramón Berenguer y Llobet (1870-1928), conde pontificio de Berenguer. En 1919 le sucedió su hijo:
- Agustín de Aranguren y Maldonado (m. 8 de noviembre de 1923), II marqués de Garcillán, IX conde de Monterrón, XIV marqués de Monroy y caballero de la Real Maestranza de Zaragoza.[2][1]

Casó el 13 de septiembre de 1921, en Limpias (Santander), con Ana María de Palacio y Velasco (n. 1890), dama de la Real Maestranza de Zaragoza y del Real Cuerpo de Hijosdalgos de Madrid. El 2 de junio de 1925 le sucedió su hija:
- María del Rosario de Aranguren y Palacio (n. Mondragón, 3 de agosto de 1923), III marquesa de Garcillán, X condesa de Monterrón, XV marquesa de Monroy, dama de la Maestranza de Zaragoza, del Real Cuerpo de Hijosdalgo de Madrid, de la Hermandad del Santo Cáliz de Valencia, de Honor y Devoción de la Orden de Malta, de Justicia de la Orden Constantiniana de San Jorge y de la Asociación de Hidalgos a Fuero de España.[2][1]

Casó el 8 de septiembre de 1945, en Mondragón, con Miguel Alejandro Fernández-Rivera y Gómez (1917-2000), caballero del Cuerpo Colegiado de la Nobleza de Valencia, de la Orden de Malta y de Justicia de la Constantiniana de San Jorge. El 6 de noviembre de 1980, previa orden del 27 de mayo para que se expida la correspondiente carta de sucesión (BOE del 17 de junio), le sucedió su hija:
- Blanca Fernández-Rivera y Aranguren (n. Madrid, 30 de marzo de 1957), IV marquesa de Garcillán, infanzona de Illescas, hidalga a Fuero de España.[2]

Casó el 10 de enero de 1980, en Madrid, con Miguel Sobrino y Satrústegui (n. 1956).